# Sergej Verč
Sergej Verč [sergêj vérč], slovenski zamejski režiser, gledališki pedagog in književnik, * 27. marec 1948, Trst, † 23. april 2015, Gabrovica pri Komnu.

## Življenje
Po končanem učiteljišču je delal kot učitelj slovenskega in italijanskega jezika, nato kot novinar. Ob tem se je ukvarjal z ljubiteljsko gledališko dejavnostjo. Leta 1982 je diplomiral na ljubljanski AGRFT, smer gledališka in radijska režija, bil nekaj časa zaposlen pri Slovenskem stalnem gledališču v Trstu, nato pa se zaposlil na deželnem sedežu RAI v Trstu. Do leta 2006 je bil urednik dramskih sporedov na Radiu Trst A.
Zadnja leta je živel med Gabrovico pri Komnu in Marino Julio pri Tržiču.

## Delo
Pisal je drame, žanrsko prozo, satirične igre, skeče za radio in romane. Režiral je v poklicnih in ljubiteljskih gledališčih v Trstu, Ljubljani, Kranju, na Vrhniki, v Gabrovici pri Komnu, Sežani in Dubrovniku ter na Radiu Trst A in Radiu Slovenija. Sodeloval je pri številnih radijskih in televizijskih satiričnih oddajah, predvsem v povezavi s kolegom Borisom Kobalom.

### Dramska besedila
- Kocke v kocki (1967),
- Skodelica kave: 600 lir (1968),
- Ko luna škili z desnim očesom in jaše Veliki voz (1972),
- S kakšno pravico ti rečem dober dan? (1981, z Markom Kravosom),
- Samo malo jih zaide v te kraje (1987),
- Evangelij po Judi (1988, objavljena 1987, v italijanski gledališki reviji Sipario 1990, kot radijska igra 1991),
- Plesna šola (1990),
- Ime mu bo Just (1992, z Borisom Kobalom),
- Samomor kitov (1995).

### Radijske kriminalke, skeči in kabareti (pogosto z Borisom Kobalom)
- Rdeči gumb (1969),
- Sadamichi Hirasawa (1971),
- Nekega ponedeljka popoldne (1972),
- Dlaka v jajcu (1973),
- Ona in jaz je enako oba (1991),
- Ivan in Ivana (1999),
- otroška radijska igra Piščalka za na luno (1972).

### Romani
- Rolandov steber (1991),
- Skrivnost turkizne meduze (1998),
- Pogrebna maškarada (2003, ta roman se je uvrstil med deset finalistov za nagrado Kresnik),
- Mož, ki je bral Disneyjeve stripe (2009).

Njegov prvi roman Rolandov steber je v italijanskem prevodu izšel leta 2006, drugi, Skrivnost turkizne meduze, pa leta 2007, oba pri rimski založbi Robin.
Občasno se je ukvarjal tudi s prevajanjem, zlasti iz del italijanskih književnikov kot so Dario Fo, Aldo Nicolai in Carlo Goldoni. Njegov zadnji prevod je prepesnitev Goldonijeve komedije Il Campiello. Kot soavtor je podpisal številne gledališke, radijske in televizijske satirične kabarete (TV Poper).
Pri Slovenskem stalnem gledališču v Trstu je eden od mentorjev gledališke šole Studio Art, deloval je tudi kot mentor na Mednarodni poletni gledališki šoli v Izoli. Leta 1988 je bil soustanovitelj Novega tržaškega teatra.

## Nagrade
- 1976 Linhartova plaketa, priznanje za večletno plodno in prizadevno delovanje na področju gledališkega amaterizma
- 1980 študentska Prešernova nagrada za diplomsko režijo Strniševih Žab
- 1980 prva nagrada na festivalu enodejank v Arezzu za režijo Strniševih Žab
- 1986 tretja nagrada na 22. festivalu neprofesionalnega filma Slovenije v Zagorju za dokumentarec Tržaška melanholija
- 1987 zlata Linhartova značka za režijo Samo malo jih zaide v te kraje
- 1988 nagrada Slavka Gruma za besedilo Evangelij po Judi
- 1995 nagrada Prešernovega sklada za režijo Božanske komedije
- 1999 bronasta plaketa Sklada Republike Slovenije za ljubiteljske kulturne dejavnosti
- 2005 prva nagrada za še neobjavljeno črtico Balada o muhi na 9. mednarodnem natečaju »Trst – obmejne pisave« kulturnega združenja Altamarea